# Recinte de l'Hospital Vell i Ermita de Santa Llúcia

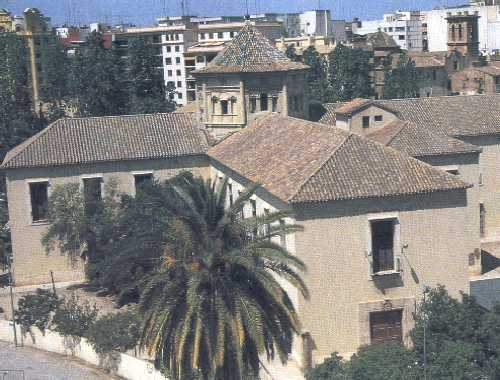
Hospital Vell

El Recinte de l'Hospital Vell i Ermita de Santa Llúcia, també conegut com a Conjunt Històric Artístic (Zones de l'Hospital Vell), és un conjunt medieval entre els carrers de l'Hospital i de Guillem de Castro al barri de Sant Francesc de la ciutat de València. Ha estat catalogat com a Bé d'Interès Cultural (BIC) en la categoria de monument amb anotació ministerial R-I-51-0012195, i data d'anotació 5 d'octubre de 2007, segons consta en la Fitxa BIC de la Direcció General de Patrimoni Artístic de la Conselleria d'Educació, Cultura i Esport de la Generalitat Valenciana. La vesprada del 12 de desembre se celebra la «tabalà» a les portes de l'ermita de Santa Llúcia. Tabalers de la ciutat i rodalia acudeixen a anunciar la festa de Santa Llúcia, junt amb la Muixeranga de València.

## Història
El 24 de febrer de 1409, el frare Joan Gilabert Jofré, també conegut per Pare Jofré, religiós mercedari, es dirigia des del convent a la Catedral de València, on havia de predicar el sermó del diumenge de Quaresma. De camí, advertí que un grup de canalla cridava i colpejava, burlant-se'n, a un noi boig mentre cridaven «Al boig! Al boig!». El pare Jofré, commogut per l'escena, recriminà als nois el seu acte, mentre donava empara al foll i el duia al convent mercedari. Des d'aquest moment, el Pare Jofré tracta per tots el medis trobar una solució a la situació dels malalts mentals, açò el dugué a realitzar diverses accions, que dugueren a què Bernat Andreu, Llorenç Salom i altres prohoms de la ciutat de València en aquell moment, amb el consentiment del jurats de la ciutat, adquirien unes cases i horta properes a la porta de Torrent per a bastir-hi un hospital per als folls. D'aquesta manera es fundà l’Hospital dels Innocents o Hospital del Folls de València, obert el 9 de juny de 1409 on hom intentà per primera vegada d'aplicar mètodes curatius a uns pacients que fins aleshores es consideraven endimoniats. En 1512, l'hospital reuní els altres centres hospitalaris de la ciutat de València, esdevenint el Sant Hospital General.
A l'entrada hom col·locà una imatge de la Mare de Déu que van deixar, segons la llegenda, tres pelegrins que hi havien demanat hostatge: era l'anomenada Mare de Déu dels Folls, Innocents i Desemparats que, en poc temps i amb la darrera de les denominacions, esdevindrà patrona de València: la Mare de Déu dels Desemparats. A mitjan segle xvi es produí un incendi que va destruir l'edifici aixecant la infermeria de nova planta seguint l'esquema de creu. Ja al segle xvii, aixecà una altra infermeria aquesta en forma de «T». Al segle xix s'instal·là al costat de l'hospital la Facultat de Medicina, seguint així un projecte de Sebastián Monleón de 1875 i duta a terme per Antonio Martorell el 1886.

## Conjunt
El conjunt protegit està format per l'antiga infermeria, realitzada al segle xvi en estil renaixentista, presenta planta en forma de creu; el Capitulet, construït al segle xviii, en 1730, per la Confraria de la Mare de Déu dels Innocents Màrtirs i Desemparats; la portada gòtica de la primitiva construcció de l'hospital i de l'ermita de Santa Llúcia. La Infermeria té els braços dividits en dues plantes cadascuna d'elles dividida en tres naus per columnes que presenten bases i capitells decorats i un marcat èntasi. Sobre les columnes es desenvolupen voltes. El creuament dels braços se soluciona amb un espai octogonal rematat per una cúpula sobre un alt tambor en què se situava un altar.
Separat de l'edifici es troba la portada gòtica que resta del primitiu hospital. Es tracta d'una portada allindanada amb arc apuntat amb arquivoltes i un arc conopial amb doble arrabà i timpà buit amb una imatge de la verge, que és de moderna realització.
El Capitulet és un petit edifici que servia tant com a oratori com a sala de reunions del Capítol de la confraria de la Mare de Déu dels Innocents Màrtirs i Desemparats. Presenta planta rectangular i una façana amb rematada mixtilínia i una xicoteta espadanya al centre. La portada és de llinda amb pilastres dòriques sobre les quals en un arquitrau es pot contemplar l'escut de la confraria. A l'interior presenta una sola nau (de volta de canó amb llunetes), dividida en tres trams per arcs torals que acaben en pilastres dòriques.
Per rematar el conjunt es troba l'ermita de Santa Llúcia, la qual se situa al mateix carrer de l'Hospital, a l'extrem més proper al carrer de Guillem de Castro. En ella s'ubica la seu de la Confraria de Santa Llúcia, creada a finals del segle xiv. L'ermita de Santa Llúcia, juntament amb el recinte de l'Hospital dels Pobres Innocents, va ser declarada en 1963 Monument Històric Artístic Nacional i el 2007 Bé d'Interès Cultural.

## Capella de Santa Llúcia

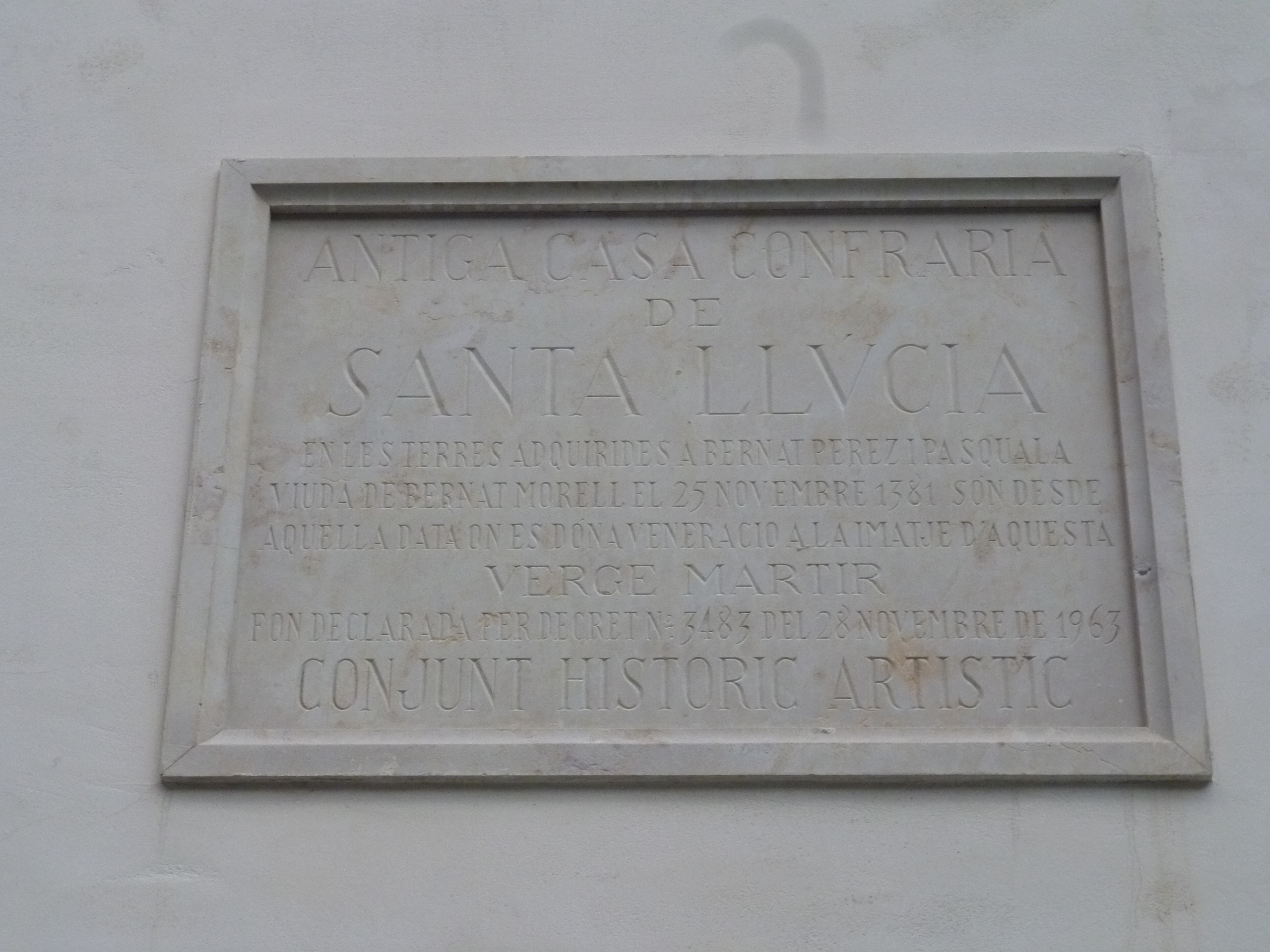
Placa de l'ermita de Santa Llúcia (València)

Poc temps després de la conquesta de la ciutat per Jaume I d'Aragó a 1238 a la Catedral de València, sota el títol de «Almoyna de Santa Llúcia», es va fundar la confraria de Santa Llúcia, verge i màrtir. La capella de la confraria era a la girola, en el lloc que avui ocupa la Capella de Sant Rafel Arcàngel i va ser creada a 1276 a instàncies de madona Constança de Suàbia, filla de Manfred rei de Sicília, que estava casada amb el rei Pere III d'Aragó.
Més tard, a 1399, el rei Martí l'Humà va autoritzar als confrares la construcció d'una ermita, prop del Portal de Torrent, deixant la seva ubicació a la catedral de la ciutat. La Confraria va cedir, el 1410, part del seu hort, per construir el dormidor de bojos de l'Hospital General.

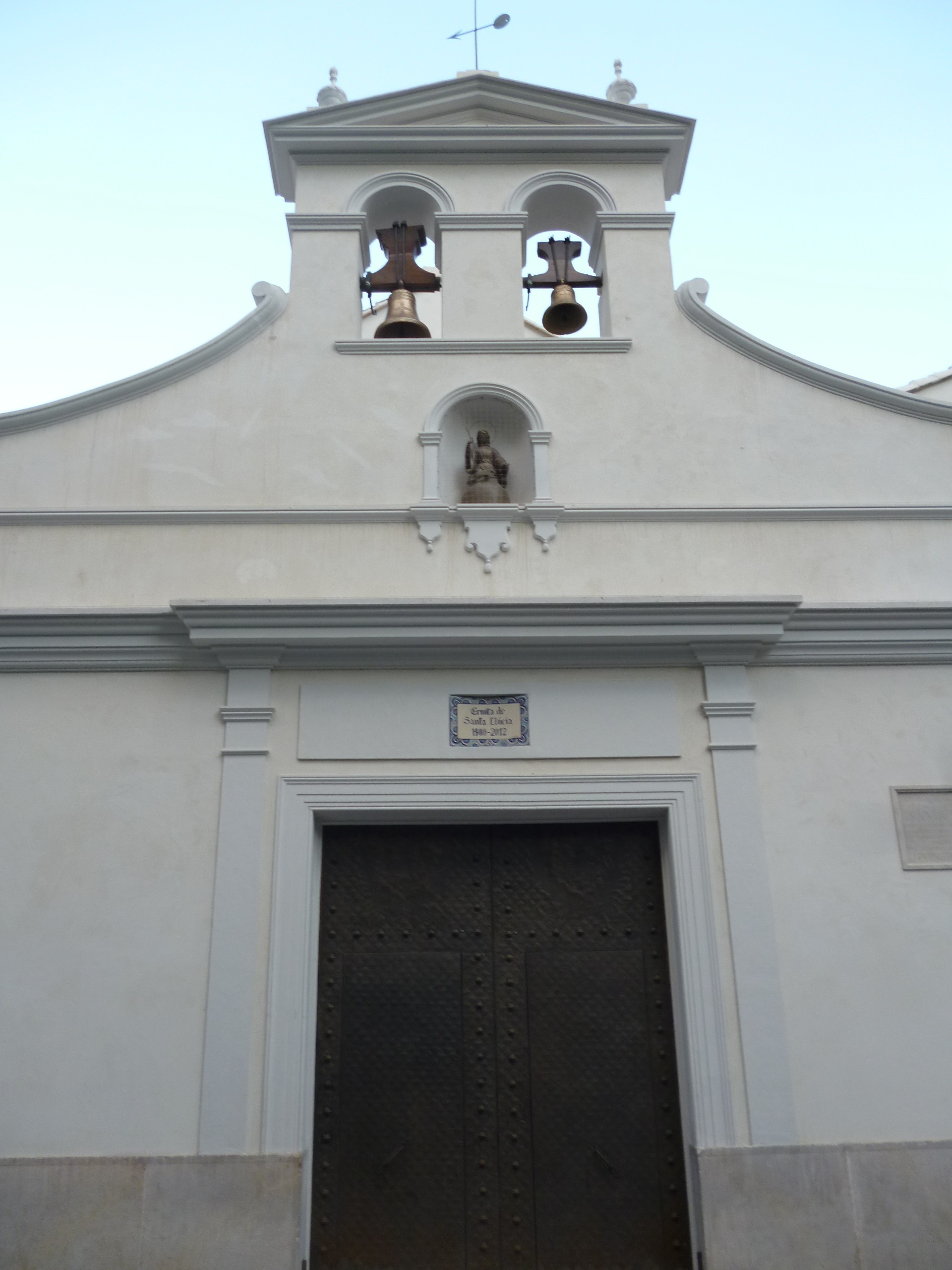
Façana de l'ermita

L'actual temple es va acabar en 1511, encara que va ser ampliat al segle xviii en estil neoclàssic. Està composta per dues naus, una principal, d'estil gòtic, de petites proporcions que va ser recoberta posteriorment per voltes de mig canó amb llunetes, excepte en el presbiteri, on es veu la volta d'arestes, i una altra més estreta i curta en el costat de l'epístola. L'interior de l'església té un sòcol de rajoles fins a una alçada d'un metre. La separació de les dues naus es realitza mitjançant arcs formers de mig punt. La sagristia queda al costat de la capçalera en el costat de l'epístola.
El retaule major és d'estil barroc i està daurat, té una imatge de la santa en el centre a grandària natural entre columnes salomòniques. La imatge de la santa és del segle xviii. A la mà dreta sosté la palma del martiri i en l'esquerra un plat amb dos ulls. A la part superior del retaule un oli representant a la Sagrada Família i a l'àtic l'escut pontifici i real de la confraria. A la base de la taula de l'altar es pot trobar un reliquiari contenint un tros d'os de la santa. A banda i banda del retaule major trobem quatre olis sobre llenços, dos d'ells a banda i banda del retaule i els altres dos en els murs laterals. A l'esquerra del retaule trobem un oli sobre llenç de Santa Llúcia obra d'Evarist Muñoz Estarlich (1684 - 1737) datat cap a 1730 i a la dreta un llenç dedicat als sants Abdó i Senén (els sants de la Pedra).
En el mur lateral esquerre, es pot observar un llenç de la Mare de Déu dels Desemparats. Es tracta d'una obra atribuïda a Gaspar de l'Horta (Campillo de Altobuey, Província de Conca, 1645 - València, 1714) datat cap a 1680. En el mur lateral dret, tenim un llenç de sant Isidre Llaurador.
L'església disposa de dues petites capelles a la nau de l'epístola, dedicades a Santa Àgueda (en la qual es troba la pila baptismal de l'antiga parròquia de Sant Lluc, que durant un breu espai de temps va tenir titulació en aquesta ermita), en la qual trobem en el mur lateral el Retaule de les Ànimes o del Judici Final amb l'arcàngel Sant Miquel, llenç datat al voltant de l'any 1500 d'autor anònim, i al Santíssim Crist del Perdó. També en aquest mateix costat de l'epístola, just en l'arrencada de la nau central, trobem sobre el mur un senzill retaule en la fornícula central vidre trobem un llenç de la Mare de Déu donant mamar al Nen Jesús.
Al costat de l'evangeli no hi ha capelles, però podem trobar cinc retaules enrasats d'estil barroc en fusta tallada i daurada. Començant pel retaule més proper al presbiteri, veiem a Crist com a Bon Pastor alimentant amb la seva sang a uns xais, el segon amb una imatge de mig cos de la Verge, el tercer dedicat a Sant Josep, el quart a sant Antoni de Pàdua i el cinquè i últim més proper als peus del temple amb una imatge de cos sencer de la Mare de Déu.
Als peus el temple se situa el cor alt on hi ha un «harmònium» que va pertànyer al Cardenal Benlloch. La façana realitzada a 1860 per Sebastià Monleón Estellés té tres portes, sobre la central una espadanya de dos vans realitzada a 1865 per Luis Peseto. Disposa de dues campanes cridades Santa Llúcia (1786) i Santa Àgueda (1872). Sota l'espadanya en una fornícula un bust en bronze de Santa Llúcia i en ambdós extrems de la façana dues escultures representant una d'elles a «La Virtut» i l'altra «El Martiri».
La Casa Confraria de Santa Llúcia es troba en aquesta ermita. Té la seva entrada per una porta situada a la façana principal. Al primer pis es troba l'Arxiu Històric, mentre que en el segon pis es troba la sala de juntes i la Sala Gran que alberga un petit museu d'art. A l'arxiu històric es contenen documents i pergamins amb els privilegis que té la confraria i altres documents d'alt interès històric. A la part reservada a Museu es poden trobar una talla de Crist crucificat del segle xvii, la imatge processional de vestir de Santa Llúcia, el retaule original de la fundació de la confraria amb la imatge de la santa acompanyada per sant Vicent Màrtir i sant Vicent Ferrer. Entre el patrimoni moble que podem trobar a l'interior de l'ermita, podem destacar un petit retaule amb una còpia de la imatge del patriarca sant Joan de Ribera que habitualment es considera com el seu veritable retrat. Sota la imatge un text ens recorda la seva presència en aquest lloc i la data.
Santa Llúcia va néixer cap al 283 a Siracusa (illa de Sicília) i va ser martiritzada en l'any 310. Santa Llúcia és patrona dels cecs, ja que segons la tradició el seu martiri va consistir a arrencar-li els ulls, encara que en cap història del seu martiri se cita que fos torturada amb aquest mètode. També com a fet curiós podem citar que en totes les representacions de Santa Llúcia se li veu amb un platet amb els seus ulls arrencats però no obstant això la santa sempre apareix vestit amb elles. Una altra tradició afirma que Llúcia va ser promesa en contra de la seva voluntat a un home pagà, aquesta es va presentar davant seu i li va preguntar què és el que més li agradava del seu cos i aquest li va contestar que els seus ulls, tot seguit va agafar una espasa i es va arrencar els ulls, li va tornar a demanar que li deixés consagrar la seva vida a Déu i aquest es va negar. La seva pretendent va denunciar a les autoritats romanes a Llúcia per ser cristiana i va ser executada. Les seves restes mortals descansen a l'església de Sant Jeremies de Venècia.